# Pregiudiziale amministrativa
Con pregiudiziale amministrativa si identifica, nel diritto italiano, l'eventuale necessarietà dell'annullamento di un atto amministrativo illegittimo prima di poter procedere al risarcimento del danno. È una figura giuridica molto dibattuta in giurisprudenza e dottrina, negata allo stato attuale da consistenti parti di entrambe.

## Sistema previgente
Prima del 2000, risarcibili erano i soli diritti soggettivi.
L'unica maniera per poter accedere al risarcimento di questi era tra l'altro circoscritta al ricorso al giudice amministrativo che doveva annullare l'atto illegittimo, per poi dover chiedere il risarcimento dinanzi ad un giudice ordinario civile.
Le Sezioni Unite della Corte di Cassazione, con la sentenza n. 500 del 1999, innovarono in materia di risarcimento degli interessi legittimi, ammettendolo in linea di principio. La legge 205/2000 ha fatto propri gli orientamenti della Cassazione, ma fino al codice del processo amministrativo del 2010 restò vigente il sistema, secondo cui la pregiudiziale amministrativa era non solo necessaria, ma fisiologica, non potendo accedere il privato al risarcimento senza l'annullamento dell'atto illegittimo.

## Sistema attuale
Dopo l'intervento della Legge 205/2000, che prevede finalmente il risarcimento anche degli interessi legittimi e lo devolve al giudice amministrativo, con altri trasferimenti importanti, è sorta la questione sulla cosiddetta pregiudiziale amministrativa. In particolare ci si chiede se la domanda di annullamento e di risarcimento vada necessariamente proposta in maniera congiunta o può anche essere proposta disgiuntamente e, soprattutto, se è necessario che il privato chieda prima l'annullamento dell'atto per il risarcimento.
Alla prima questione il Consiglio di Stato ha risposto che l'azione può essere esercitata anche disgiuntamente, purché davanti allo stesso giudice, altrimenti il privato potrebbe trovarsi dinanzi alla possibilità di scegliere l'organo giudicante a seconda del caso, cosa assolutamente contraria al nostro ordinamento. 
Meno pacifica è la seconda problematica, alla quale la giurisprudenza ha dato risposte veramente discordanti, soprattutto tra Cassazione che esclude la pregiudiziale ponendo al centro dell'attenzione l'interesse del singolo, e Consiglio di Stato che invece ne propugna l'indiscutibile esistenza in difesa dell'interesse pubblico.
Anche in dottrina molte sono le teorie e i ragionamenti apprezzabili. Una parte si sforza in un tentativo esegetico sollevando il dubbio sull'inciso diritti patrimoniali consequenziali, in particolare chiedendosi se consequenziali sia riferito all'annullamento dell'atto o alla sua mera illegittimità.
A seguito dell'introduzione del Codice del Processo Amministrativo (D. Lgs. 2 luglio 2010, n. 104, Attuazione dell'articolo 44 della legge 18 giugno 2009, recante delega al governo per il riordino del processo amministrativo), l'art. 34 co. 2 afferma che il giudice non può conoscere dell'illegittimità di un atto, qualora non sia stato tempestivamente impugnato con l'azione di annullamento, fuori dei casi dell'esperimento in via autonoma dell'azione al risarcimento di cui all'articolo 30, o nel caso di perdita di utilità dell'azione di annullamento, se vi è stata contestuale azione di risarcimento. Pertanto, la pregiudizialità amministrativa deve considerarsi un problema superato dall'attuale dettato normativo, quanto meno ai fini risarcitori. Il presente articolo, infatti, offre sostegno a quanti sostengono che non sarebbe configurabile un'azione per accertamento mero. Infatti, fuori dei casi di azione risarcitoria, il giudice non può conoscere dell'illegittimità dell'atto.

## Il dibattito dottrinale
Una delle mosse da cui muove la teoria pro-giudiziale è quella che punta sull'impossibilità per il giudice amministrativo di disapplicare un atto amministrativo, spettante tale possibilità al solo giudice ordinario, con la sole eccezione dei regolamenti. Ne consegue l'impossibilità di un accertamento incidentale dell'illegittimità senza l'annullamento.
Altra lancia in favore di questa tesi è la certezza del diritto: la tutela amministrativa è tutta incentrata infatti sul termine decadenziale dell'atto illegittimo, scaduto il quale l'atto diventa legittimo. È necessario pertanto annullare l'atto entro il termine, non potendosi rivolgere subito al risarcimento.